# .mn
.mn je vrhovna internetska domena (country code top-level domain - ccTLD) za Mongoliju. Domenom upravlja Datacom.

## Vanjske poveznice
- IANA .mn whois informacija  Arhivirana inačica izvorne stranice od 3. prosinca 2008. (Wayback Machine)